# Пентаеритрит
Пентаеритрит — органічна сполука з формулою C(CH2OH)4. Мелекулярна структура представляє собою неопентан, в якому атом водню в кожній метильній групі замінено гідроксильною (–OH) групою. Таким чином, це поліол, зокрема тетрол.
Пентаеритрит — являє собою білу тверду речовину, солодковату на смак. Він є будівельним блоком для синтезу та виробництва вибухових речовин, пластмас, фарб, косметики та багатьох інших продуктів.

## Отримання
Пентаеритрит був отриман німецьким хіміком Бернхардом Толленсом та його учнем П. Вігандом в 1891 році. Його отримують конденсацією формальдегіду з етаналєм при каталізі лугами та надлишку формальдегіду, при цьому на першій стадії іде альдольна конденсація з утворенням трис-метилолацетальдегіду, який далі в перехресній реакції Канніццаро відновлюється формальдегідом до пентаеритриту.